# Gerolamo d'Elba
Gerolamo d'Elba (Gerolamo Appiani d'Aragona, conegut com a "il Signore dell'Elba" (el senyor d'Elba), fou fill de Jaume IV Appiani d'Aragona i va rebre les senyores de Vignale i Abbadia del Fango el 1519; també va tenir drets feudals sobre les mines de l'illa d'Elba i fou per això que se li va donar el sobrenom. Va conservar les senyories fins al 1544. Fou patrici de Piacenza (1537), capità florentí (1527-1529) i capità del rei d'Espanya (1530). El 1557 fou nomenat lloctinent de l'estat de Piombino. Va morir a Piacenza el 7 de febrer de 1559. Fou el tronc de les cases dels Appiani d'Aragona de Piacenza i dels Appiani del Piemont.